# Piero Meriggi
Piero Meriggi (* 12. Januar 1899 in Como; † 29. Juni 1982 in Pavia) war ein italienischer Klassischer Philologe, Linguist und Indogermanist.
Sein Vater, Cesare Meriggi, war Oberlehrer für Italienisch in Pavia. Piero Meriggi studierte nach dem Abitur Klassische Philologie, Indogermanistik, Romanistik und Sanskrit in Pavia. Dort wurde er nach seinem Kriegsdienst im Ersten Weltkrieg im Dezember 1922 mit einer Arbeit über die Lykische Sprache bei Luigi Suali promoviert. Nachdem er ein Jahr an einem Gymnasium in Como unterrichtet hatte, erhielt er im Wintersemester 1922/23 eine Lektorenstelle für Italienisch an der Universität Hamburg. Bei seinen dortigen Arbeiten beeinflusste ihn der Afrikanist Carl Meinhof.
In Hamburg wurde er am 3. August 1930 habilitiert mit einer unveröffentlichten Arbeit, die später Grundlage für seinen Aufsatz Sur la structure des langues ›groupantes‹ wurde, und erhielt die Venia legendi für Allgemeine Vergleichende Sprachwissenschaft. Ab 1934 wurden mehrere Versuche der Universität, ihm eine Professorenstelle zu vermitteln, vom Reichserziehungsministerium abgewiesen, da er für seine Frau keinen Ariernachweis erbringen konnte. Als der Antrag schließlich 1940 bewilligt wurde, lehnte Meriggi die Anstellung ab, da sie ihn zur Übernahme der deutschen Staatsbürgerschaft und damit zum Diensteid auf Adolf Hitler verpflichtet hätte. Gleichzeitig verlangte die faschistische italienische Regierung, ihn wegen seiner antifaschistischen Haltung aus dem deutschen Staatsdienst zu entfernen. Daraufhin musste die Universität ihm auf Anweisung des Ministeriums kündigen und die Lehrbefugnis entziehen. Meriggi blieb bis 1945 in Hamburg und kehrte nach Kriegsende nach Italien zurück. 1949 erhielt er in Pavia eine Professur für Allgemeine Sprachwissenschaft.
Meriggis Forschungsschwerpunkt in Hamburg waren die afrikanischen Sprachen, wobei er eng mit Giulio Panconcelli-Calzia, dem Leiter des dortigen phonetischen Instituts zusammenarbeitete. Seit seiner Dissertation galt aber sein besonderes Interesse den indoeuropäischen Altanatolischen Sprachen, dem Hethitischen, Palaischen, Luwischen und Lykischen. Er beschäftigte sich mit der Entzifferung der damals als Hieroglyphen-Hethitisch, heute als Hieroglyphen-Luwisch bezeichneten Schrift. Daraus ging sein Hieroglyphisch-hethitisches Glossar hervor. Schließlich forschte er auch zur Lesung der kretischen Linear-A- und Linear-B-Schriften, des Elamitischen und der Indus-Schrift.

## Schriften (Auswahl)
- Die längsten Bauinschriften in „hethitischen“ Hieroglyphen. Nebst Glossar zu sämtlichen Texten (= Mitteilungen der Vorderasiatisch-Ägyptischen Gesellschaft. 39, 1, ZDB-ID 208277-9). Hinrichs, Leipzig 1934.
- Italienisch. Mit Ausspracheanleitung, einem grammatischen Abriss und italienischem Sachregister. Juncker, Berlin 1942, (Mehrere Ausgaben).
- Hieroglyphisch-Hethitisches Glossar. 2., völlig umgearbeitete Auflage. Harrassowitz, Wiesbaden 1962, ISBN 3-447-00576-9.
- Schizzo grammaticale dell'anatolico (= Atti della Accademia nazionale dei Lincei. Classe di Science Morali, Storiche e Filologiche. Memorie. Serie 8, Bd. 24, Nr. 3, ISSN 0391-8149). Accademia nazionale dei Lincei, Rom 1980.